# Папска чинка
Passerina ciris е вид птица от семейство Cardinalidae. Видът е почти застрашен от изчезване.

## Разпространение
Разпространен е в Бахамски острови, Белиз, Коста Рика, Куба, Салвадор, Гватемала, Хондурас, Мексико, Никарагуа, Панама и САЩ.